# The Rodings
The Rodings lub The Roothings – grupa wsi w Anglii, w hrabstwie Essex, w dystrykcie Epping Forest i Uttlesford. Leży 15 km na północny zachód od miasta Chelmsford i 44 km na północny wschód od Londynu. Roding jest wspomniana w Domesday Book (1086) jako Rodinges/Rodingis/Roinges/Rochinges.

## Rodings
- Abbess Roding, Aythorpe Roding, Beauchamp Roding, Berners Roding, Leaden Roding, Margaret Roding i Morrell Roding.

## Roothings
- High Roothing i White Roothing.